# 华西棘豆
华西棘豆（学名：Oxytropis giraldii）为豆科棘豆属下的一个种。